# Tavua FC
Tavua FC – fidżyjski klub piłkarski, mający siedzibę w mieście Tavua, założony w 1942 roku. W sezonie 2025 występuje w National Football League, pierwszym poziomie rozgrywkowym na Fidżi. Klub swoje mecze rozgrywa na stadionie Garvey Park, którego pojemność wynosi 4,500 miejsc siedzących.
Drużyna wygrała Puchar Fidżi w piłce nożnej w 1994, a rok wcześniej była jego finalistą.